# Sun Belt
Sun Belt (na engleskom jeziku doslovno: Sunčev pojas) je izraz za područje SAD koje se prostire od tradicionalnog Juga do Jugozapada, odnosno sva područja koja se okvirno nalaze južno od 36. paralele. Ime je dobila po blagoj i toploj klimi, odnosno velikom broju sunčevih dana u godini.
Od 1960-ih to područje bilježi značajan porast stanovništva, koji se tumači kako velikim brojem imigranata iz Meksika i Latinske Amerike, tako i dolaskom ostarjelih i umirovljenih baby boomera koje privlači topla klima, te širokom upotrebom klima-uređaja koji život na tim područjima čine podnošljivim.